# La mafia è bianca
La mafia è bianca è un reportage di Stefano Maria Bianchi e Alberto Nerazzini distribuito in DVD in libreria nel 2005.
In allegato al documentario è uscito un libro dallo stesso titolo che raccoglie gli atti di cui si parla nel reportage. Gli autori sono due giornalisti inviati dei programmi televisivi Sciuscià e Annozero condotti da Michele Santoro. Entrambe le opere contengono una presentazione dello stesso Santoro.
Il documentario racconta attraverso filmati, interviste e atti processuali, della gestione della sanità da parte della Regione Siciliana. Vengono analizzati il ruolo del boss mafioso Bernardo Provenzano e il modo con cui quest'ultimo ha cambiato l'organizzazione mafiosa. Vengono inoltre tratteggiati i ritratti dei protagonisti delle ultime vicende di mafia.

## Personaggi Principali
- Salvatore Cuffaro, all'epoca presidente della Regione Siciliana, in seguito eletto senatore nel collegio Sicilia per l'UDC e  definitivamente condannato a 7 anni per favoreggiamento.
- Domenico Miceli, a lungo consigliere a Palermo per il centro sinistra, ma da molti considerato delfino politico di Cuffaro, all'epoca inquisito per concorso esterno in associazione mafiosa (condannato in primo grado nel 2006).
- Giuseppe Guttadauro, boss di Brancaccio, quartiere ad altissima penetrazione mafiosa (sarebbe forse meglio dire a bassissima penetrazione statale), chirurgo.
- Salvatore Aragona, anch'egli medico, negli anni '80 fornisce un alibi falso a Enzo Brusca, il killer del piccolo Di Matteo, figlio di un pentito che verrà poi sciolto nell'acido.
- Michele Aiello, imprenditore. Sua Villa Santa Teresa, avanzatissima clinica alle porte di Bagheria che si crede sia stata realizzata anche con capitali mafiosi.

## Tematiche
Il documentario analizza principalmente la gestione della sanità in Sicilia, soprattutto attraverso gli atti delle inchieste della Procura di Palermo. Vengono narrati soprattutto i rapporti tra mafia, manager e imprenditori sanitari, e politica. Di particolare interesse i rapporti 'ciechi' messi in evidenza con video girati dalle forze dell'ordine: il mafioso comunica ad un intermediario i passi necessari da compiere, che vengono poi trasmessi ai politici, il tutto in modo sufficientemente vago da presentare scarsi appigli agli inquirenti.